# Fábrica de Música
Fábrica de Música é um projeto da Casa de Cultura Tainã que vê concluído o seu estúdio multimídia, criado com a finalidade de potencializar seu centro de pesquisa, desenvolvimento e ensino de tecnologias digitais de comunicação.